# 布里奇頓 (北卡羅萊納州)
布里奇頓（英語：Bridgeton）是一個位於美國北卡羅萊納州克雷文縣的城鎮。

## 人口
根據2020年美國人口普查的數據，布里奇頓的面積為5.31平方千米，當中陸地面積為5.30平方千米，而水域面積為0.01平方千米。當地共有人口349人，而人口密度為每平方千米66人。